# IRAS 17163-3907
إراس 3907-17163 (بالإنجليزية:IRAS 17163-3907 ويسمى أيضا Hen 3-1379) هو جرم سماوي، من المحتمل أن يكون نجما فائقا أصفر yellow hypergiant star يبعد عنا نحو 13.000 سنة ضوئية ويقع في كوكبة العقرب. هذا النجم مغمور في أغلفة كثيفة من الغازات والغبار، ولهذا يسميه بعض الفلكيين «سديم قرص البيض». فهو أصفر ونجم عملاق ويمر حاليا بمرحلة شديدة النشاط من عمره.

## وصف النجم
- epoch = حقبة
- الكوكبة= الرامي (كوكبة)[1]
- appmag_v = 12.45[2]
- نوع: post-red supergiant
- تصنيف = late B/early A[3]
- قدر ظاهري (J):4.635[4]
- قدر مطلق: +4.3[1]
- بعده عنا: 3,600 - 4,700[3] فرسخ فلكي (الفرسخ الفلكي يعادل 26و3 سنة ضوئية)[5]
- نصف قطره = 300 - 400[3] مرة نصف قطر الشمس
- ضياؤه = 500,000[3]
- درجة حرارة سطحه = 7,500 - 10,000[3]

## اقرأ أيضاً
- منطقة هيدروجين I
- أبراج التخليق
- ولادة النجوم
- إراس 1755-17423
- منطقة هيدروجين II
- إراس 6259-12063